# Alfred Wendehorst
Alfred Wendehorst (29 mars 1927 - 3 septembre 2014) est un historien allemand.

## Biographie
En 1943 alors qu'il n'a que 16 ans, Alfred est enrôlé par la Wehrmacht en tant que Luftwaffenhelfer. En 1946 il passe le baccalauréat. À partir de 1947 il étudie l'histoire, la philosophie et la linguistique dans les universités de Wurtzbourg et de Cologne. En 1951 il obtient un doctorat en soutenant une thèse sur le dominicain Albertus le Grand.
En 1965 il est nommé professeur d'Histoire de l'Eglise Française à Würzburg. En 1976 il est nommé directeur scientifique de la Société d'Histoire française. De 1972 à 1994, il est le rédacteur en chef du Jahrbuch für Fränkische Landesforschung.

## Œuvres
- (de) Die Bistümer der Kirchenprovinz Mainz. Das Bistum Würzburg., Berlin, 1962-2001 (1858/00-001S-0000-0003-16E3-3)
- (de) Das Würzburger Landkapitel Coburg zur Zeit der Reformation, Göttingen, 1964
- (de) Das Bistum Würzburg. 1803–1957., 1966
- (de) Das Bistum Bamberg., 1966
- (de) Das Juliusspital in Würzburg. Band I: Kulturgeschichte., 1976
- (de) Verzeichnis der Säkularkanonikerstifte der Reichskirche., 1994
- (de) Verzeichnis der Stifte der Augustiner-Chorherren und -Chorfrauen., 1996
- (de) Das Bistum Eichstätt, 2006